# Leichtathletik-Weltmeisterschaften 2009/10.000 m der Frauen

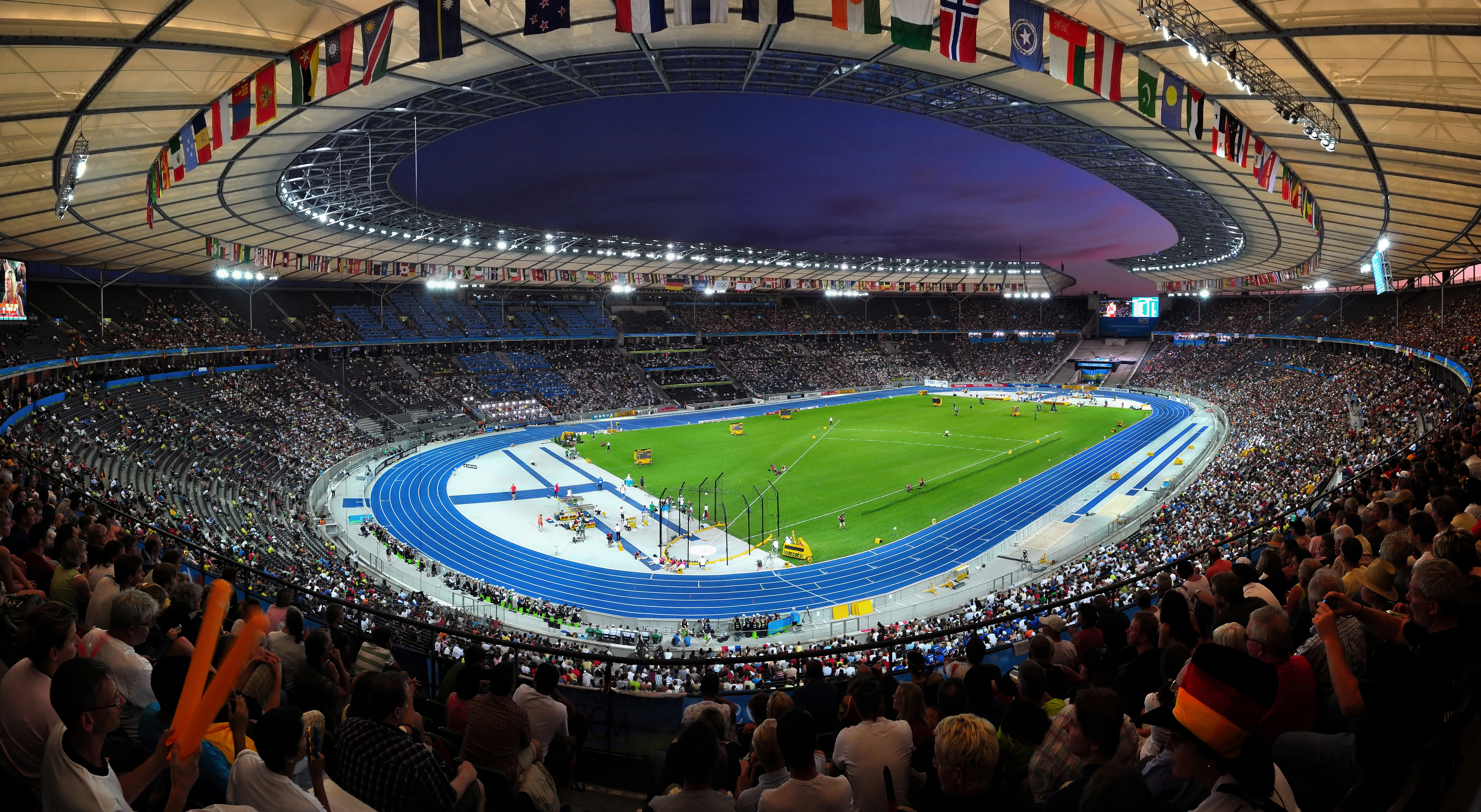
Das Berliner Olympiastadion während der Leichtathletik-Weltmeisterschaften

Der 10.000-Meter-Lauf der Frauen bei den Leichtathletik-Weltmeisterschaften 2009 startete am 15. August 2009 um 19:25 Uhr Ortszeit im Olympiastadion von Berlin.
Mit Silber und Bronze errangen die äthiopischen Läuferinnen in diesem Wettbewerb zwei Medaillen. Weltmeisterin wurde die Kenianerin Linet Chepkwemoi Masai. Sie gewann vor der Afrikameisterin von 2008 über 5000 Meter Meselech Melkamu. Bronze ging an die Dritte der Afrikameisterschaften von 2006 Wude Ayalew.

## Bestehende Rekorde
| Weltrekord | 29:31,78 min | Wang Junxia   | Peking, Volksrepublik China  | 8. September 1993 |
| WM-Rekord  | 30:04,18 min | Berhane Adere | WM 2003 in Paris, Frankreich | 23. August 2003   |

Der bestehende WM-Rekord wurde bei diesen Weltmeisterschaften nicht eingestellt und nicht verbessert.

## Doping
Es gab drei Dopingfälle:
- Marija Konowalowa, Russland – zunächst Elfte. Sie wurde wegen Unregelmäßigkeiten in ihrem Biologischen Pass für zwei Jahre bis zum 26. Oktober 2017 gesperrt. Außerdem wurden alle ihre seit 2009 erzielten Resultate annulliert.[2]
- Kseniya Agafonova, Russland – zunächst Vierzehnte. Sie wurde wegen Verstoßes gegen die Antidopingbestimmungen vom 29. September 2017 an für zwei Jahre gesperrt. Ihr bei diesen Weltmeisterschaften erzieltes Resultat wurde ihr aberkannt.[3]
- Elvan Abeylegesse, Türkei – Rennen nicht beendet. Bei einem Nachtest einer Dopingprobe der Athletin von 2007 wurde das verbotene Mittel Stanozolol gefunden. Sie wurde für zwei Jahre gesperrt und ihre von 2007 bis 2009 erzielten Resultate wurden annulliert.[4]

## Rennverlauf
Das Feld der 22 Läuferinnen lag nach langsamen sieben Kilometern (Durchschnitt 3:08 min/km) beisammen, als drei Äthiopierinnen und zwei Kenianerinnen das Tempo auf dem achten Kilometer verschärften (2:56 min/km) und einen uneinholbar großen Vorsprung herausliefen. Im Endspurt wähnte sich die Äthiopierin Meselech Melkamu als Siegerin und jubelte schon vor dem Zielstrich, als Linet Masai sich an ihr vorbeischob und damit die seit 1999 ununterbrochene Siegesserie der Äthiopierinnen beendete.

## Abgekürzte Distanz
Weil neun Athletinnen der äußeren Startgruppe, unter ihnen die erstplatzierte Linet Chepkwemoi Masai und die drittplatzierte Wude Ayalew, nach dem Start vorzeitig nach innen zogen, liefen sie eine zu kurze Strecke. Ihre Platzierungen wurden dennoch anerkannt, die von ihnen erzielten Zeiten durften jedoch nicht in Rekord- oder Bestenlisten aufgenommen werden.

## Ergebnis

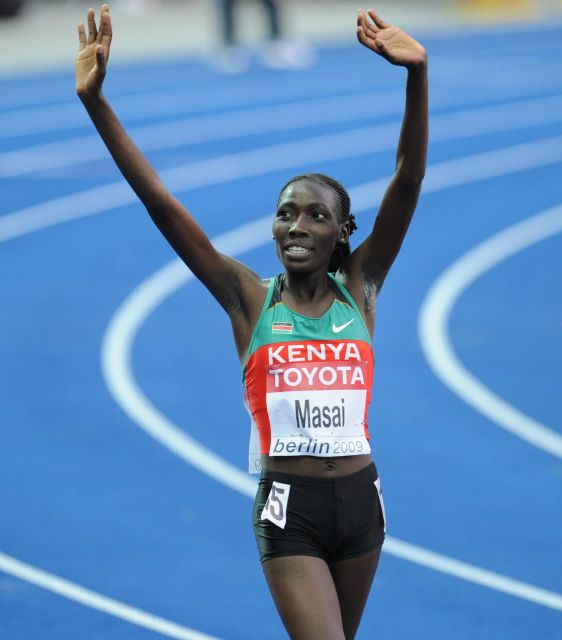
Weltmeisterin Linet Chepkwemoi Masai nach ihrem Sieg

15. August 2009, 19:25 Uhr
| Platz   | Athletin                | Land                | Zeit (min)                    |
| ------- | ----------------------- | ------------------- | ----------------------------- |
|         | Linet Chepkwemoi Masai  | Kenia               | 30:51,24 Zeit nicht anerkannt |
|         | Meselech Melkamu        | Äthiopien           | 30:51,34                      |
|         | Wude Ayalew             | Äthiopien           | 30:51,95 Zeit nicht anerkannt |
| 04      | Grace Kwamboka Momanyi  | Kenia               | 30:52,25 Zeit nicht anerkannt |
| 05      | Meseret Defar           | Äthiopien           | 30:52,37                      |
| 06      | Amy Yoder Begley        | Vereinigte Staaten  | 31:13,78 PB                   |
| 07      | Yurika Nakamura         | Japan               | 31:14,39 Zeit nicht anerkannt |
| 08      | Kimberley Smith         | Neuseeland          | 31:21,42 SB                   |
| 09      | Kayoko Fukushi          | Japan               | 31:23,49 SB                   |
| 10      | Inês Monteiro           | Portugal            | 31:25,67 Zeit nicht anerkannt |
| 11      | Florence Jebet Kiplagat | Kenia               | 31:30,85 Zeit nicht anerkannt |
| 12      | Ana Dulce Félix         | Portugal            | 31:30,90 PB                   |
| 13      | Shalane Flanagan        | Vereinigte Staaten  | 31:32,19                      |
| 14      | Ana Dias                | Portugal            | 31:49,91                      |
| 15      | Katie McGregor          | Vereinigte Staaten  | 32:18,49                      |
| 16      | Zhang Yingying          | Volksrepublik China | 32:33,63 Zeit nicht anerkannt |
| 17      | Lilija Schobuchowa      | Russland            | 32:42,36                      |
| 18      | Yukari Sahaku           | Japan               | 33:41,17 Zeit nicht anerkannt |
| DOP     | Marija Konowalowa       | Russland            |                               |
| DOP     | Kseniya Agafonova       | Russland            |                               |
| DOP/DNF | Elvan Abeylegesse       | Türkei              |                               |
| DNS     | Olivera Jevtić          | Serbien             |                               |

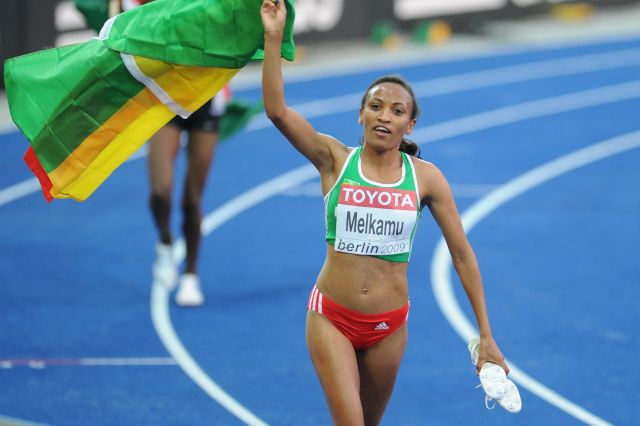
Vizeweltmeisterin Meselech Melkamu auf ihrer Ehrenrunde
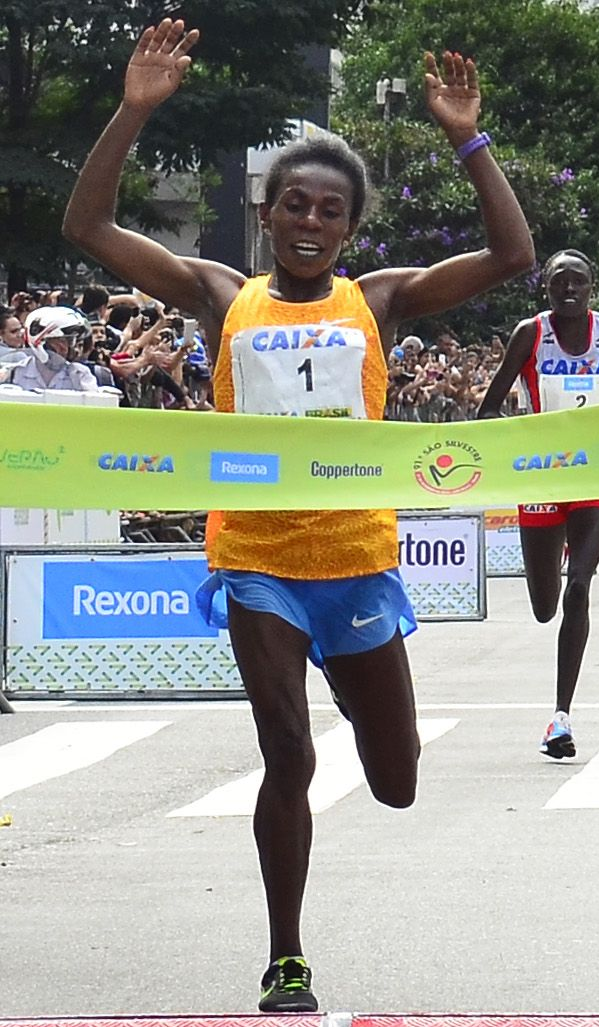
Bronzemedaillengewinnerin Wude Ayalew beim Silvesterlauf 2015 in São Paulo
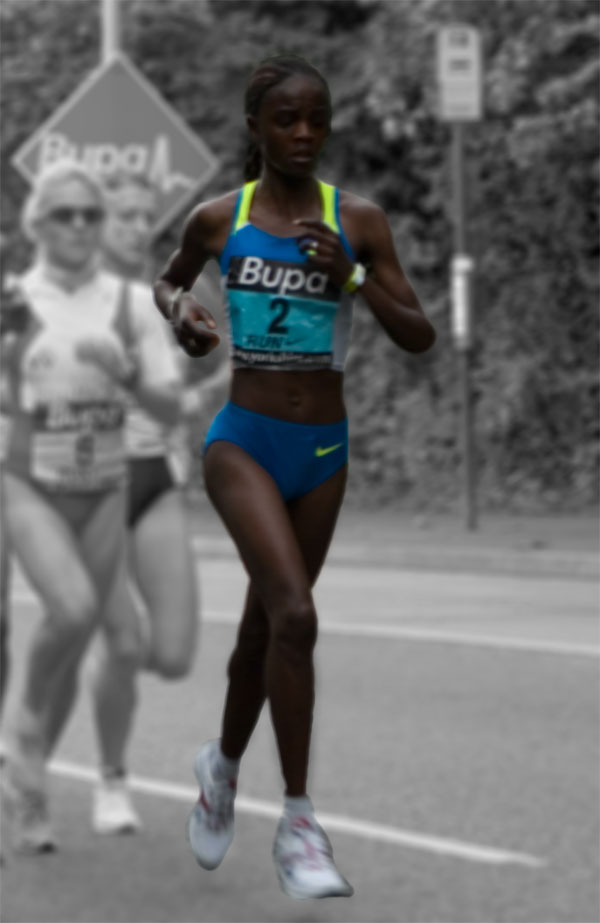
Grace Kwamboka Momanyi belegte Rang vier

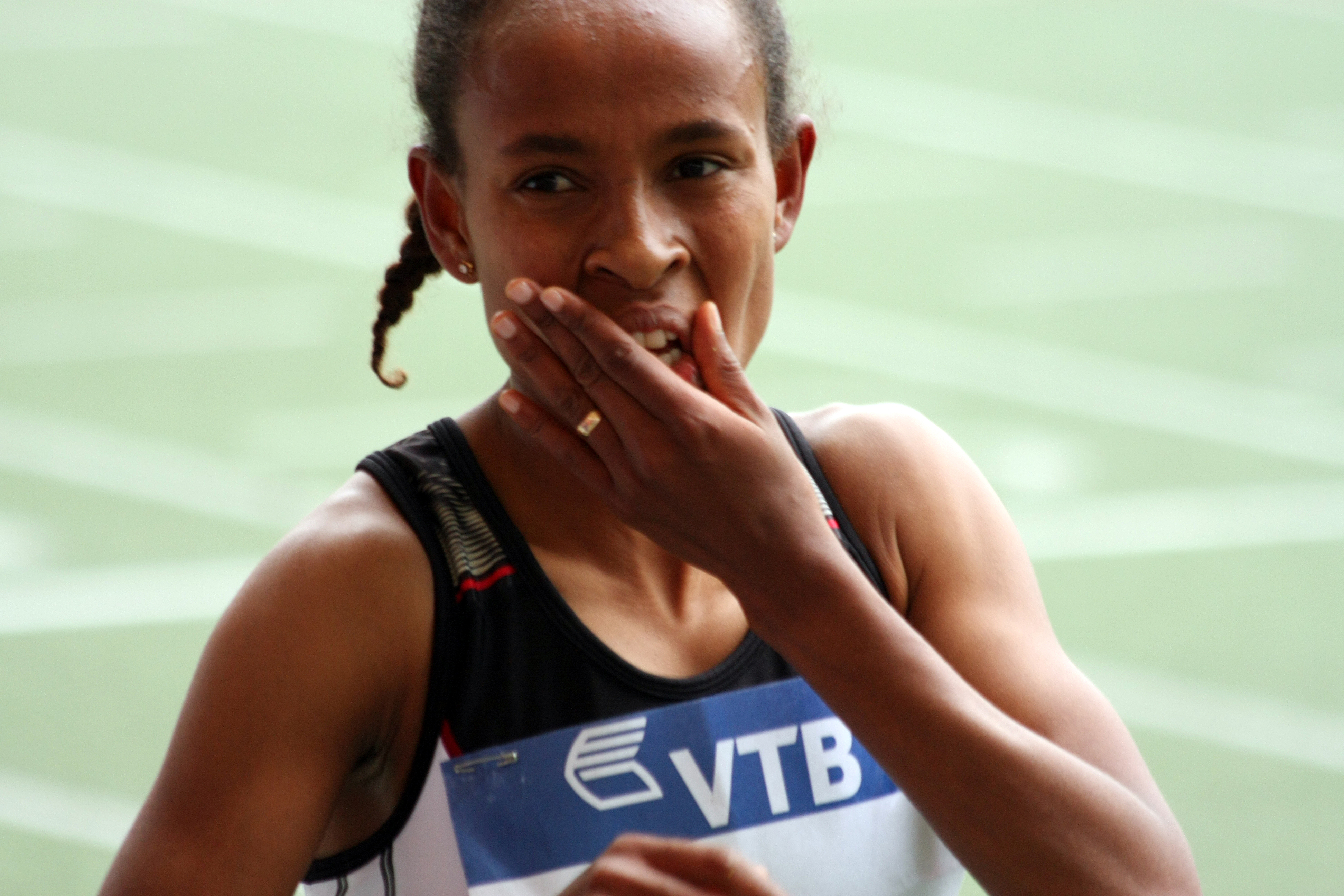
Meseret Defar, hier Bronzemedaillengewinnerin über 5000 Meter und auf dieser kürzeren Distanz überaus erfolgreich, kam auf den fünften Platz
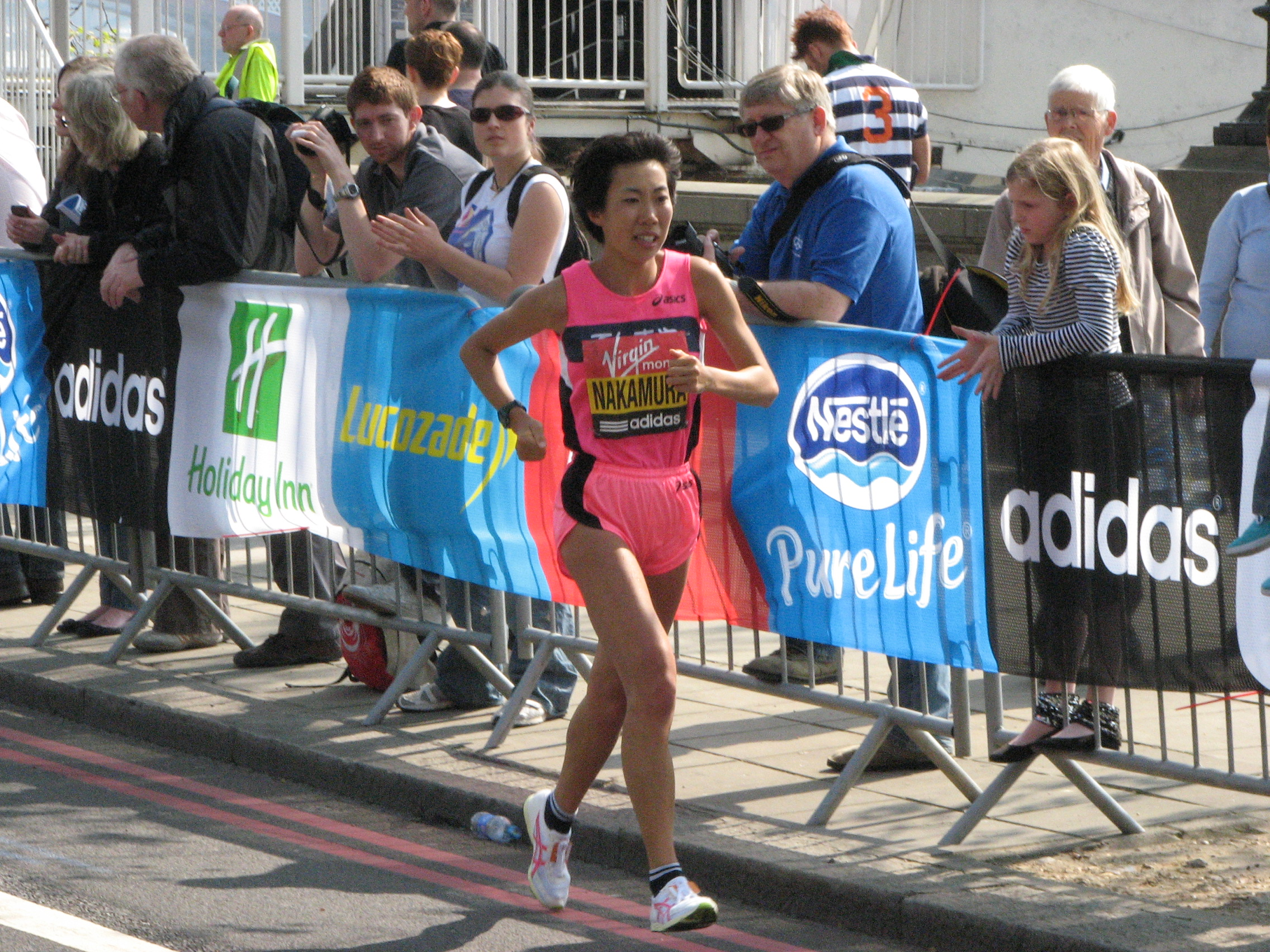
Yurika Nakamura erreichte Platz sieben
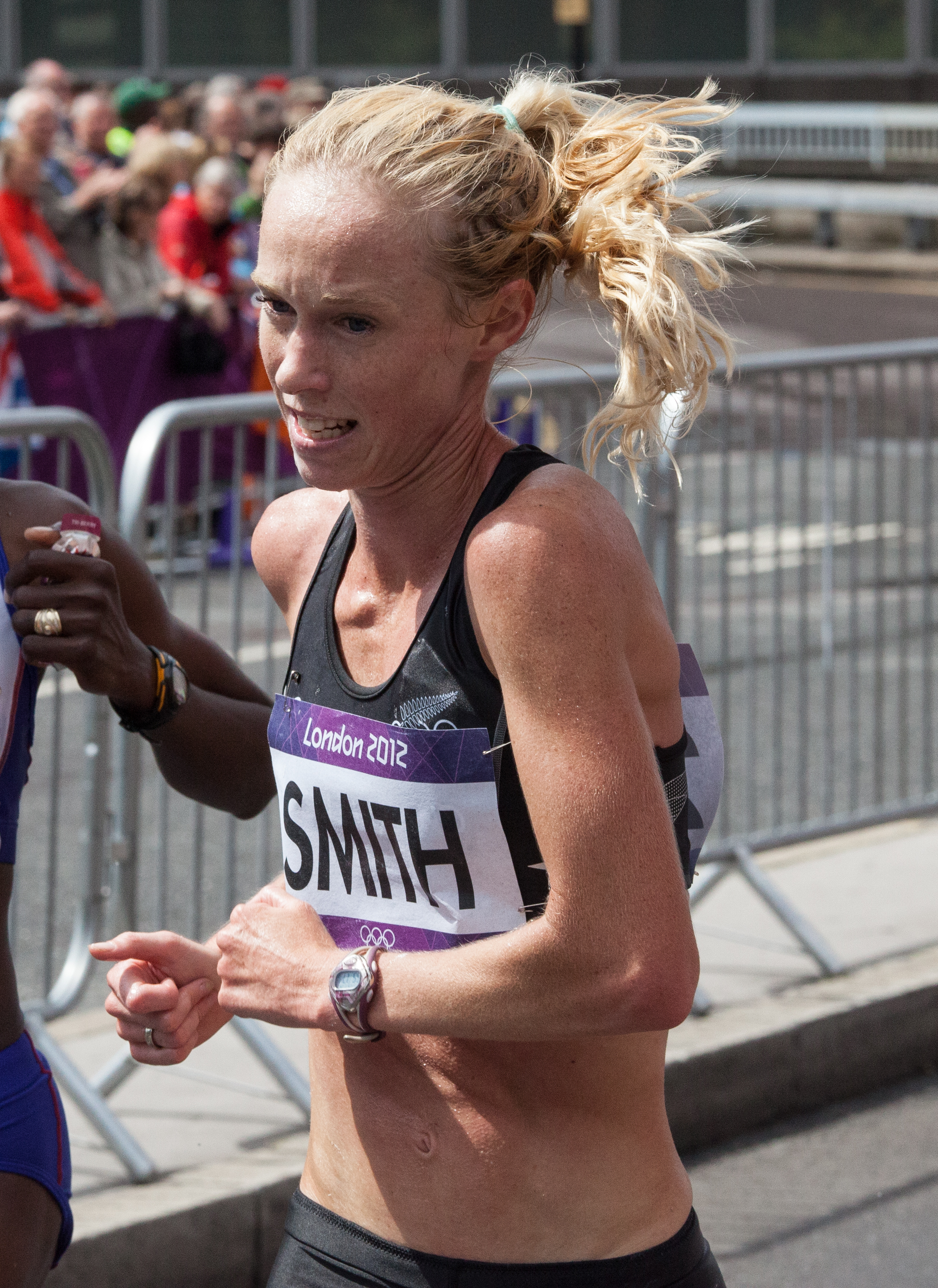
Kimberley Smith wurde Achte
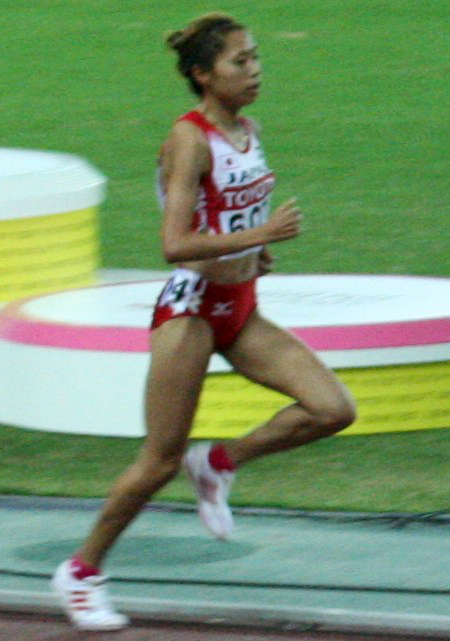
Die neuntplatzierte Kayoko Fukushi
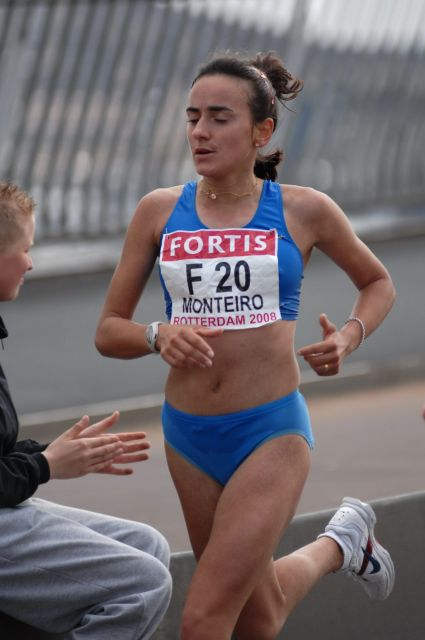
Rang zehn für Inês Monteiro
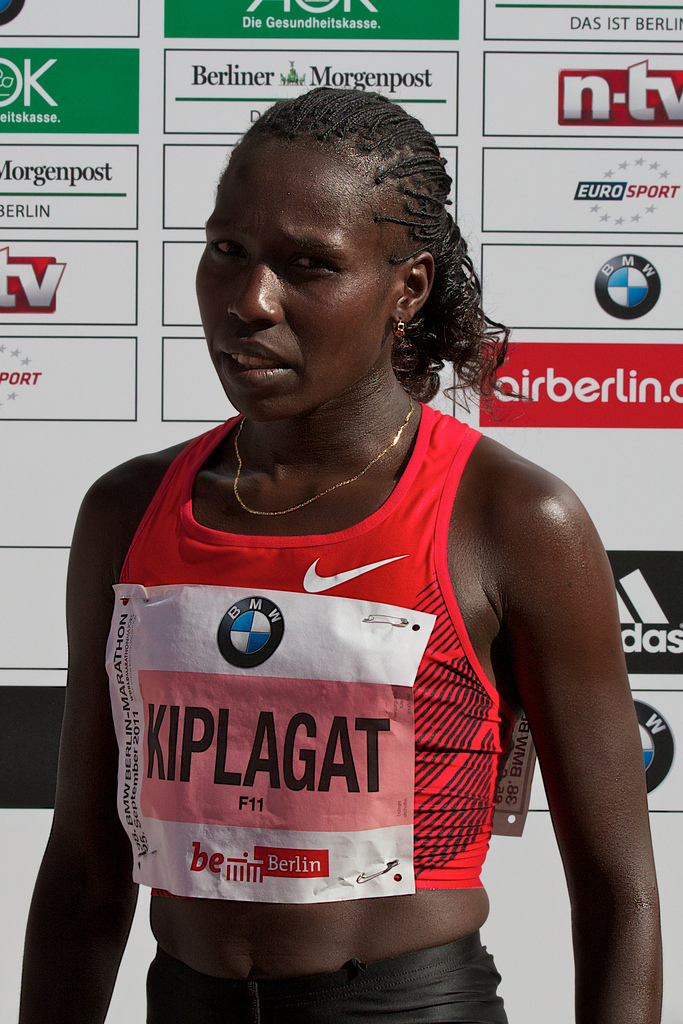
Florence Jebet Kiplagat – Platz elf
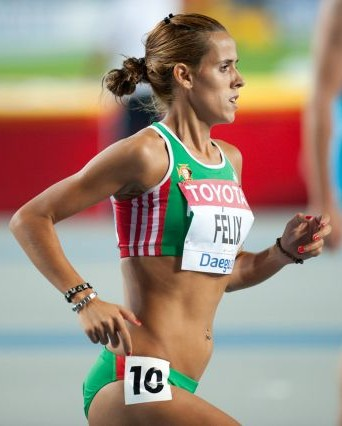
Ana Dulce Félix – Platz zwölf

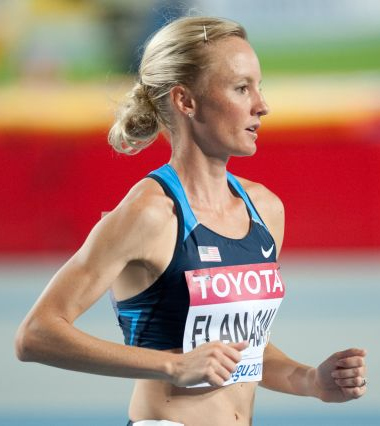
Shalane Flanagan – Platz dreizehn
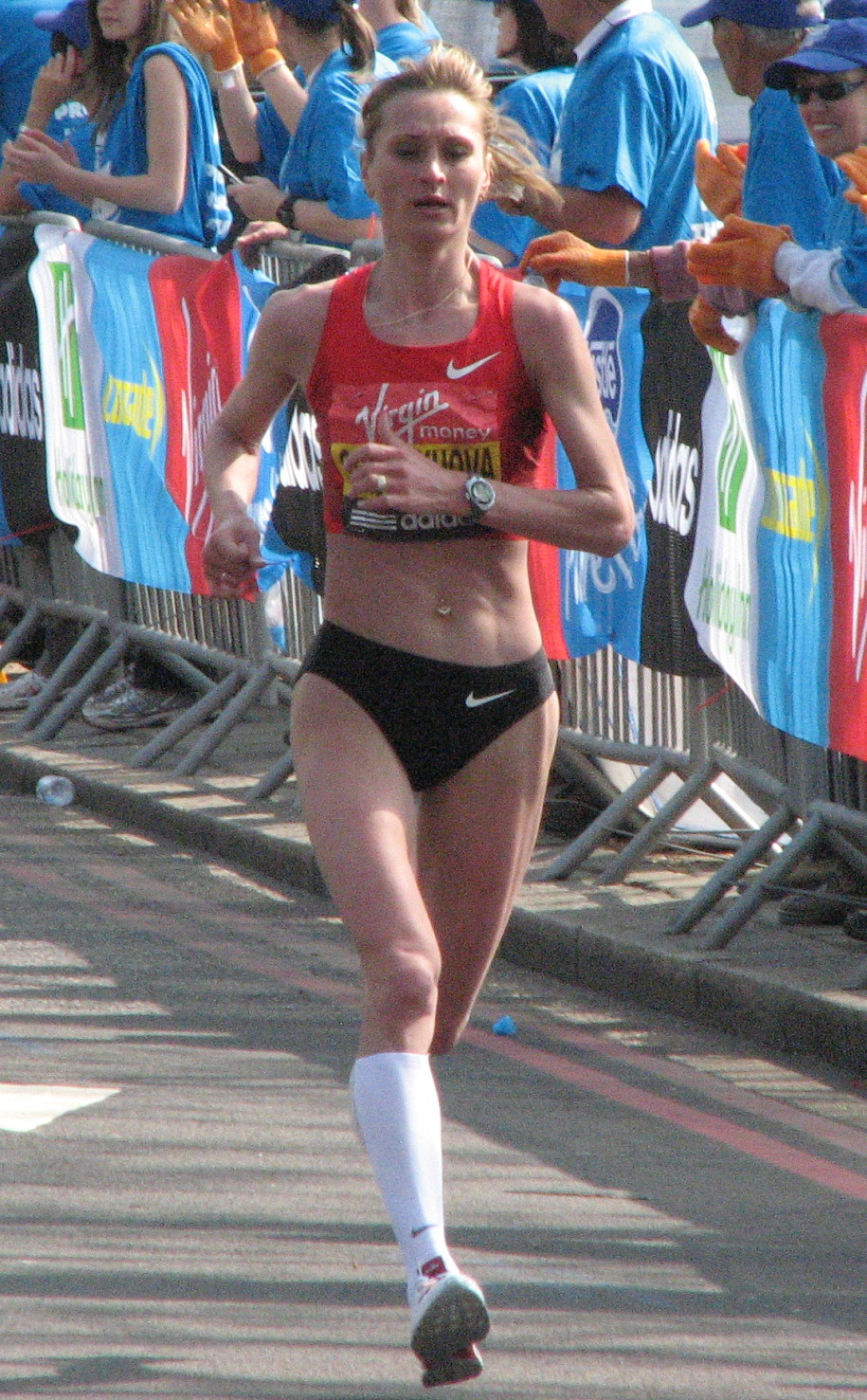
Lilija Schobuchowa – Platz siebzehn
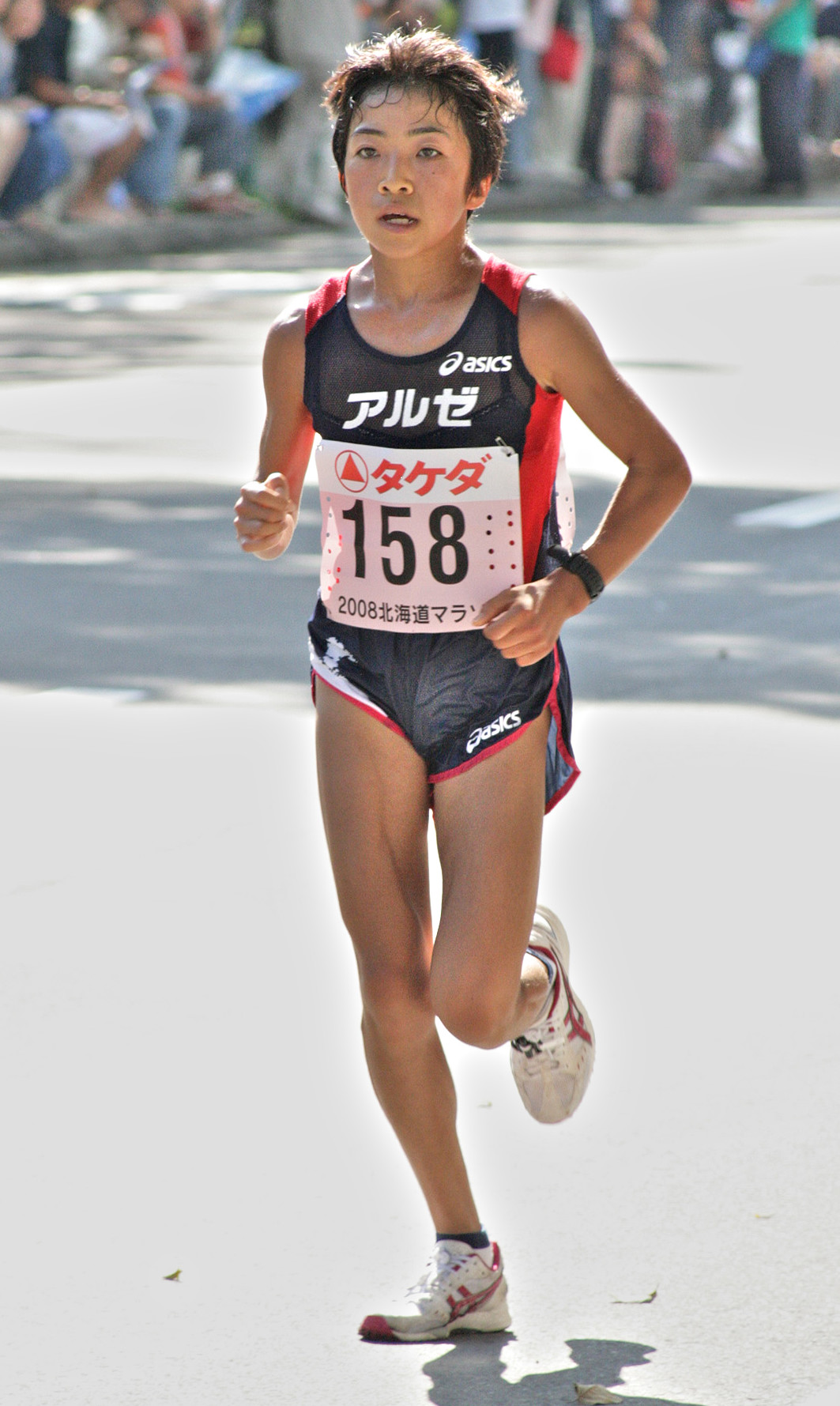
Yukari Sahaku – Platz achtzehn
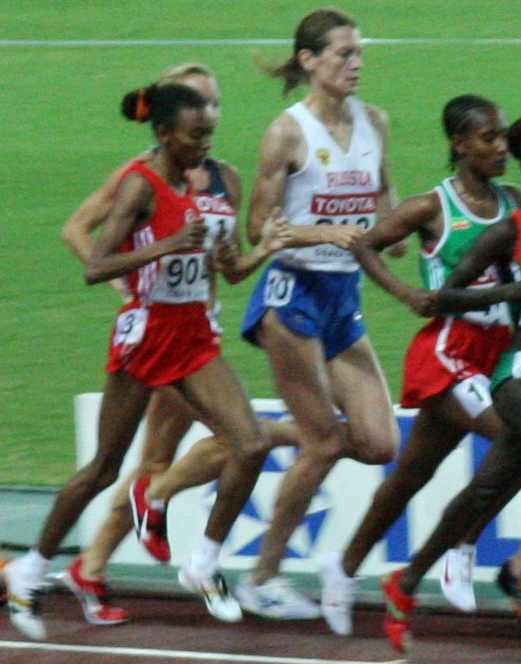
Die hier wegen Verstoßes gegen die Antidopingbestimmungen disqualifizierten Marija Konowalowa (weißes Trikot) und Elvan Abeylegesse (ganz in Rot) bei den Weltmeisterschaften 2007